# Divisió de Meiktila
La divisió de Meiktila fou una antiga entitat administrativa de Birmània al sud-est de l'Alta Birmània, amb una superfície de 28.107 km². La capital era Meiktila. Estava formada per quatre districtes:
- Districte de Kyaukse
- Districte de Meiktila
- Districte de Yamethin
- Districte de Myingyan

Kyaukse és el districte més al nord, i tenia al sud el de Meiktila i aquest tenia al sud el de Yamethin; Myingyan estava a l'oest fins a l'Irauadi. Limitava al nord amb Mandalay i Sagaing; a l'est amb els Estats Shans del sud; al sud amb Toungoo i Magwe; i a l'oest amb Minbu, Pakokku, i Sagaing. La població el 1891 era de 901.924 i el 1901 de 992.807 habitants. Tenia 4.415 pobles i 6 ciutats: Myingyan (16.139 habitants), Pyinmana (14.388), Yamethin (8.680), Meiktila (7.203), Nyaungo-Pagan (6.254), i Kyaukse (5.420). La immensa majoria de la població eren birmans i havia unes petites minories xans i karens. Quasi tots els habitants eren budistes amb 15.000 musulmans i 5000 hindús.
Probablement el 1906 o poc després la divisió de Meiktila va ser unida a la de Mandalay

## Nota
1. ↑  encara que a nombrosos llocs a Internet aquest canvi se situa vers 1940, totes les informacions semblen procedir d'una informació comuna errònia a "Statoids". L'Enciclopèdia Espasa, apèndix 7, esmenta a Meiktila dins la divisió de Mandalay ja el 1921